# Пласница (община)
Пласница (на македонска литературна норма: Општина Пласница) е община в централната част на Северна Македония и обхваща четири села в пролома на река Треска (Голема) между планините Бушова от юг и Целовица от север. Седалище на общината е едноименното село Пласница, а площта ѝ е 54,44 km2. Населението на общината е 4545 души (2002), предимно торбеши с турско самосъзнание. Според данните от преброяването от 2002 година, броят на деклариралите се като турци жители на община Пласница е 4491.
Гъстотата на населението в общината е 83,49 жители на km2.

## Структура на населението
Според преброяването от 2002 година община Пласница има 4545 жители.
| Етническа принадлежност | Процент |
| северномакедонци        | 0,75%   |
| албанци                 | 0,44%   |
| турци                   | 97,82%  |
| роми                    | 0,00%   |
| власи                   | 0,00%   |
| сърби                   | 0,00%   |
| бошняци                 | 0,00%   |
| други                   | 0,99%   |